# Хмель и солод (пісня)
Хмель и солод — сингл гурту Юта з однойменного альбому 2002 року. Цього ж року пісня потрапила до ротації радіостанцій Росії та України.

### Відеокліп
Режисером відео став А. Солоха, оператор — Марат Адельшин. Відео було відзняте 2002 року у селищі «Ніколина гора». На відео показано, як вокалістка гурту Анна Сьоміна виконує пісню у чистому полі у грозову погоду. Іноді у кадрі співачка з'являється з кроликом. Також показано, як блискавка влучає у дерево, та стіл, що стояв поруч.

### Текст пісні
```
           G        A
     Переживала без повода
          F#m7    Hm
     И улетала из города,
               G       A
     Где пахли дымом и порохом
       F#m7 Hm
     Мои мечты.

G          A
Толи было, толи снилось,
F#m7         Hm
Толи в песне растворилось,
G        A
Толи я гадать не в силах,
F#m7          Hm
Толи не хочу.

Ваше чувство не искрится,
Подгорелой пахнет пиццей,
Телефон устанет злиться -
Просто отключу.

Приспів:
     Переживала без повода
     И улетала из города,
     Где пахли дымом и порохом
     Мои мечты.

     Проказы хмеля и солода -
     И я летала над городом,
     И пахли дымом и порохом
     Мои мечты.

Знаешь, как кусали будни,
Если бросишь - позабуду,
Унесли февраль отсюда
Очень далеко.

В моде новые картинки
О талантах-невидимках,
Передумать и проститься -
Это так легко, легко...

```